# Rocky-Mountain-Fleckfieber
Das Rocky-Mountain-Fleckfieber (engl. Rocky Mountain spotted fever oder kurz RMSF) ist die häufigste und am schwersten verlaufende durch Rickettsien verursachte Erkrankung in den USA. Sie kommt auf dem gesamten amerikanischen Kontinent vor. In anderen Ländern wird sie als Zeckentyphus oder Tobia-Fieber (Kolumbien), São-Paulo-Fieber oder febre maculosa (Brasilien) bzw. fiebre manchada (Mexiko) bezeichnet. Das die Krankheit auslösende Bakterium Rickettsia rickettsii befällt die Endothelzellen der Blutgefäße und kann daher Schäden in jedem Organ verursachen, die bis zum Multiorganversagen reichen können. Rocky-Mountain-Fleckfieber zeigt sich zunächst in unspezifische Symptomen wie Fieber, Kopfschmerz, Hautausschlag (daher der Name „Fleckfieber“), Muskelschmerz und Übelkeit. Nur eine frühzeitige Diagnose und unverzügliche Behandlung mit Doxycyclin sichert gute Heilungschancen, anderenfalls kann das Rocky-Mountains-Fleckfieber auch tödlich verlaufen.

## Epidemiologie
Die Erkrankung wurde erstmals 1896 im Snake River Valley in Idaho beobachtet und wegen des Hautausschlags als „schwarze Masern“ bezeichnet. Der Name „Rocky-Mountain-Fleckfieber“ ist eigentlich unpassend, da seit den 1930er Jahren bekannt ist, dass die Krankheit nicht auf die Rocky Mountains beschränkt ist. Die Erkrankung ist die häufigste und schwerste Rickettsiose in den USA. Hier sind besonders die Bundesstaaten Missouri, Tennessee, Oklahoma, Arkansas und North Carolina betroffen. Zudem sind Mexiko, insbesondere die Grenzregionen zu den USA, und große Teile Südamerikas betroffen.
Im Dezember 2023 gaben die Centers for Disease Control and Prevention, eine Behörde des US-amerikanischen Gesundheitsministeriums, eine Reisewarnung für Baja California (Mexiko) aus. Die Krankheit wurde offenbar über die Braune Hundezecke übertragen und führte zu mindestens einem Todesopfer.

## Erreger und Übertragung

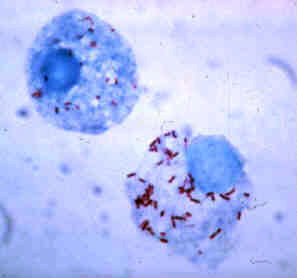
Rickettsia rickettsii (violett angefärbt) in Hämolymphzellen einer Zecke

Das verursachende Bakterium ist Rickettsia rickettsii, ein obligat intrazellulärer Parasit. Die Übertragung erfolgt durch Schildzecken der Gattungen Amblyomma und Dermacentor. Im Osten der USA ist vor allem die Amerikanische Hundezecke (Dermacentor variabilis) für die Übertragung verantwortlich, in den Rocky Mountains Dermacentor andersoni und im Südwesten der USA die Braune Hundezecke (Rhipicephalus sanguineus). In der Natur vollziehen Rickettsien einen komplexen Wirtswechsel zwischen Gliedertieren und Säugern; der Mensch ist im Grunde ein Fehlwirt.
Rickettsia rickettsii vermehrt sich in allen Geweben und Flüssigkeiten in der Zecke, auch im Speichel und im Eierstock, so dass das Bakterium auch mit dem Ei an die Zeckennachkommen weitergegeben wird. Reservoirwirte sind vor allem Kleinsäuger. Inwieweit Haushunde und andere mittelgroße Säugetiere als Reservoir eine Rolle spielen ist nicht genau erforscht. Die Übertragung erfolgt während der Blutmahlzeit beim Zeckenstich über Speichel, regurgitierten Darminhalt und Kot der Zecke. Sehr selten sind auch Übertragungen von Mensch zu Mensch über Bluttransfusionen.

## Symptome

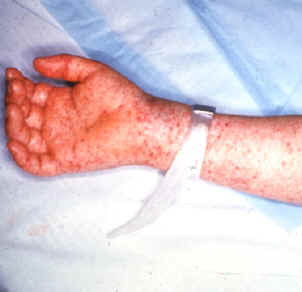
Typischer Hautausschlag bei Rocky-Mountain-Fleckfieber

Die Inkubationszeit variiert zwischen drei und zwölf Tagen und beträgt im Schnitt sieben Tage. Je kürzer die Inkubationszeit ist, desto schwerer verläuft die Krankheit. Erste Symptome sind plötzlich ansteigendes Fieber, Kopfschmerz, Übelkeit mit Erbrechen, Muskelschmerzen und Hautausschlag. Durchfälle und Bauchschmerzen können hinzukommen. In frühen Stadien ist die Krankheit schwer zu diagnostizieren, da der Hautausschlag erst etwa sechs Tage nach den ersten Symptomen sichtbar wird. Dieser besteht zunächst aus kleinen, nicht erhabenen, violetten, nicht juckenden Flecken (Maculae) an Handgelenken, Fußknöcheln und Unterarmen. Später werden diese Effloreszenzen leicht erhaben. Der namensgebende, typische rote und fleckförmige Ausschlag ist nur etwa bei jedem zweiten Patienten zu beobachten. Pathophysiologisch handelt es sich um Petechien, also weit verstreute Einblutungen in die Haut.
Komplikationen können durch Manifestationen in den Lungen, Nieren, im Magen-Darm-Kanal und im Zentralnervensystem entstehen.
Etwa 26 % der Patienten entwickeln eine Enzephalitis. Diese kann sich in Verwirrung, Ataxie, Anfällen, Hörverlust, Schwindel, Paraplegie, Nystagmus, Sprachstörungen, Delirium bis hin zum Koma zeigen.
Magen-Darm-Erscheinungen dominieren bei 39 % bis 63 % der Patienten und führen häufig zu Fehldiagnosen. Sie zeigen sich in Akutem Abdomen, Cholezystitis und Pankreatitis. Auch die Leber ist häufig betroffen, was zu einem moderaten Anstieg der Leberenzyme im Serum und zu Gelbsucht führt. Eine Beteiligung der Blutgefäße der Lunge tritt bei 17 bis 30 % der Patienten auf. Sie führt zum Lungenödem, Husten und Atemnot. Obwohl einer interstitielle Nephritis im Zusammenhang mit dem Rocky-Mountain-Fleckfieber beschrieben ist, rühren die Nierenausfälle in der Regel durch Mangeldurchblutung mit Tubulusnekrosen (prärenale Azotämie).

## Diagnose
Häufige Laborbefunde sind Anämie (5–30 % der Fälle), Thrombozytopenie, Hyponatriämie (50 % der Fälle) sowie Erhöhung der Kreatinkinase und der Laktatdehydrogenase. Die weißen Blutkörperchen sind häufig nicht verändert. Die Diagnosesicherung erfolgt meist durch indirekte Immunfloureszenz (IFA), ein vierfacher Anstigen binnen zwei bis sechs Wochen ist beweisend. Dieser Nachweis eignet sich jedoch nicht für die Akutdiagnostik, da Antikörper erst nach zwei bis drei Wochen ansteigen. Die PCR an Blut, Blutserum oder Hautbioptaten aus den Flecken ist wesentlich präziser und schneller. Hauptbioptate können auch immunhistochemisch untersucht werden.

## Therapie
Die Behandlung muss bereits im Verdachtsfalle unverzüglich begonnen werden, vor allem bei Kindern oder bei bekannter Zeckenexposition. Mittel der Wahl ist Doxycyclin, auch andere Tetracycline und Chloramphenicol. Die übliche Behandlungsdauer beträgt 7 bis 10 Tage. Sollte drei Tage nach Behandlungsbeginn keine Verbesserung eintreten, ist eine Überprüfung der Diagnose notwendig.

## Prognose
Das Rocky-Mountain-Fleckfieber bleibt auch heutzutage eine gefährliche und potentiell lebensbedrohliche Krankheit. Die Mortalität betrug 1944 noch 28 %, unbehandelt liegt sie heute zwischen 5 und 10 %. Die Sterblichkeit sank ab 2001 unter 1 % und liegt heut bei etwa 0,3 %. Einige Patientengruppen sind aber besonders gefährdet: Männer, Patienten über 50 Jahre, Kinder zwischen 5 und 9 Jahren, Personen die den Zeckenstich nicht wahrgenommen haben und solche, bei denen die Antibiotikabehandlung später als 5 Tage nach Krankheitsausbruch begann. Hier liegt die Mortalität zum Teil deutlich höher. Kinder unter 10 Jahren haben offenbar ein fünfmal größeres Risiko, an der Infektion zu sterben.
Bei mehr als 50 % der Patienten die länger als 2 Wochen hospitalisiert waren, treten Spätschäden auf, die bis zu einem Jahr anhalten können. Dazu gehören Paraparese, Hörverminderung, periphere Neuropathien, Stuhl- und Harninkontinenz sowie motorische und Sprachstörungen. Bei schweren Nekrosen kann eine Gliedmaßenamputation notwendig sein.

## Geschichte
Die erste Beschreibung stammt aus dem Jahr 1896. Howard Taylor Ricketts identifizierte als Erster den infektiösen Organismus, der die Krankheit hervorruft. Zusammen mit anderen Wissenschaftlern gelang es ihm, die grundsätzlichen epidemiologischen Tatsachen festzustellen und die Rolle der Zecken als Überträger zu verstehen. Ricketts starb tragischerweise kurz nach der Veröffentlichung seiner Studien 1910 an einer anderen von Rickettsien verursachten Krankheit, dem Fleckfieber (engl. typhus).

## Rocky-Mountain-Fleckfieber bei Hunden
Bei Hunden kommen in den Endemiegebieten gelegentlich Rocky-Mountain-Fleckfieber-Erkrankungen vor. Sie manifestieren sich vor allem in neurologischen Symptomen (Abgeschlagenheit, Bewusstseinstrübung, Schmerzen, Paresen, Ataxie, Tremor). Auch Fieber, Inappetenz, Erbrechen, Nasen- und Augenausfluss, Husten, Atemnot, Lymphknotenschwellungen und Blutungen können auftreten. Die Diagnose kann nur durch den Erregernachweis mittels PCR gesichert werden, die Behandlung erfolgt wie beim Menschen mit Doxycyclin.